# Интерсубективна психоанализа
Терминът „интерсубективност“ е представен в психоанализата от Джордж Атууд и Робърт Столороу (1984).

## Митът за изолирания ум
Интерсубективната психоанализа обвинява традиционната психоанализа в описването на психичните феномени като „митът за изолирания ум“.

## Ключови фигури
Хайнц Кохут е всеобщо смятан за пионер в обектния и интерсубективния подходи. След него, значително допринасят Стивън Мичъл, Джесика Бенджамин, Бернард Брандшафт, Джеймс Фосейдж, Дона Ориндж, Арнолд Модел, Томас Одген, Оуен Реник, Харолд Сийрълс, Колуин Треуортън, Едгар Левенсън, Джей Грийнбърг, Едуард Ритво, Беатрис Бийби, Франк Лахман, Херберт Розенфелд и Даниел Стърн.